# 愛情風味屋
《愛情風味屋》，2002年民視無線台九點檔連續劇，映畫傳播製作，劉至翰、後藤希美子領銜主演，以一位年輕拉麵師傅的奮鬥歷程及其愛情故事作為劇情主軸。除了浪漫的戀愛情節，也將料理的哲學與製作過程融入愛情的主題當中。2002年9月16日開鏡，12月3日舉行試片會，12月4日首播。

## 播出時間
| 頻道       | 所在地 | 播出日期      | 播出時間 |
| ---------- | ------ | ------------- | -------- |
| 民視無線台 | 臺灣   | 2002年12月4日 | 21:00    |

## 演員陣容

### 主要角色
| 演員          | 角色   | 角色介紹 |
| 劉至翰        | 夏天   | 本劇男主角 個性自負，叛逆率性，陽光般的性格讓他十分受到女性歡迎，在廚藝方面具有驚人的天份，尤其他的嗅覺靈敏，只要鼻子一聞就知道料理美味與否。 |
| 李文成 (幼年) | 夏天   | 本劇男主角 個性自負，叛逆率性，陽光般的性格讓他十分受到女性歡迎，在廚藝方面具有驚人的天份，尤其他的嗅覺靈敏，只要鼻子一聞就知道料理美味與否。 |
| 後藤希美子    | 任心瑤 | 外表獨立的都會女子，但是卻是十分迷糊的傻大姊，雖然不擅廚藝，但是卻說得一口好菜，因此進入美食雜誌社當記者。                                    |
| 狄志          | 葉希白 | 楓葉堂小老闆，雖然年紀輕輕，卻成熟穩重，是許多女性心目中的黃金單身漢。                                                                        |
| 徐敏          | 葉希紅 | 希白的妹妹，像個小男生的個性，活潑直率常不按牌理出牌，開朗的她，其實有顆脆弱缺乏安全感的心。                                                  |

### 其他角色
- 蔡湘宜 飾 玉 芳
- 鍾欣凌 飾 鍾巧玲
- 郭　鑫 飾 郭小龍
- 張銘 飾 夏敏雄
- 檢　場 飾 周成標
- 王中皇 飾 葉順清/葉欽介
- 劉爾金 飾 陳師傅
- 明金成 飾 明經理
- 景心潔 飾 林主編
- 范鴻軒 飾 鄭清流
- 楊　雄 飾 楊　哥
- 蔡武雄 飾 友　人
- 曾少宏 飾 友　人
- 管謹宗 飾 王　董
- 張立威 飾 王再進
- 四　方 飾 阿　燦
- 鄔汝彬 飾 張山大
- 謝連壽 飾 謝老闆
- 龍天翔 飾 鍾　父
- 呂丞翔 飾 江大哥
- 江冠宏 飾 冠子
- 吳國洲 飾 客　人
- 伊　正 飾 橫山隆一

## 外部連結
- 愛情風味屋官方網站（页面存档备份，存于）
- YouTube上的愛情風味屋播放列表

## 電視節目的變遷
| 中華民國 民視無線台 | 中華民國 民視無線台            | 中華民國 民視無線台 |
| ------------------- | ------------------------------ | ------------------- |
|                     | 愛情風味屋 （2002年12月4日－） |                     |
| —                   | —                              |                     |